# Maghera, Botoșani
Maghera este un sat în comuna Vârfu Câmpului din județul Botoșani, Moldova, România.
Satul Maghera s-a constituit mai târziu, prin secolele XVI-XVII, prin aportul unui mare număr de transilvăneni printre care și familii “Magheru”, români trăitori sub maghiari.